# Obelisco di Montecitorio

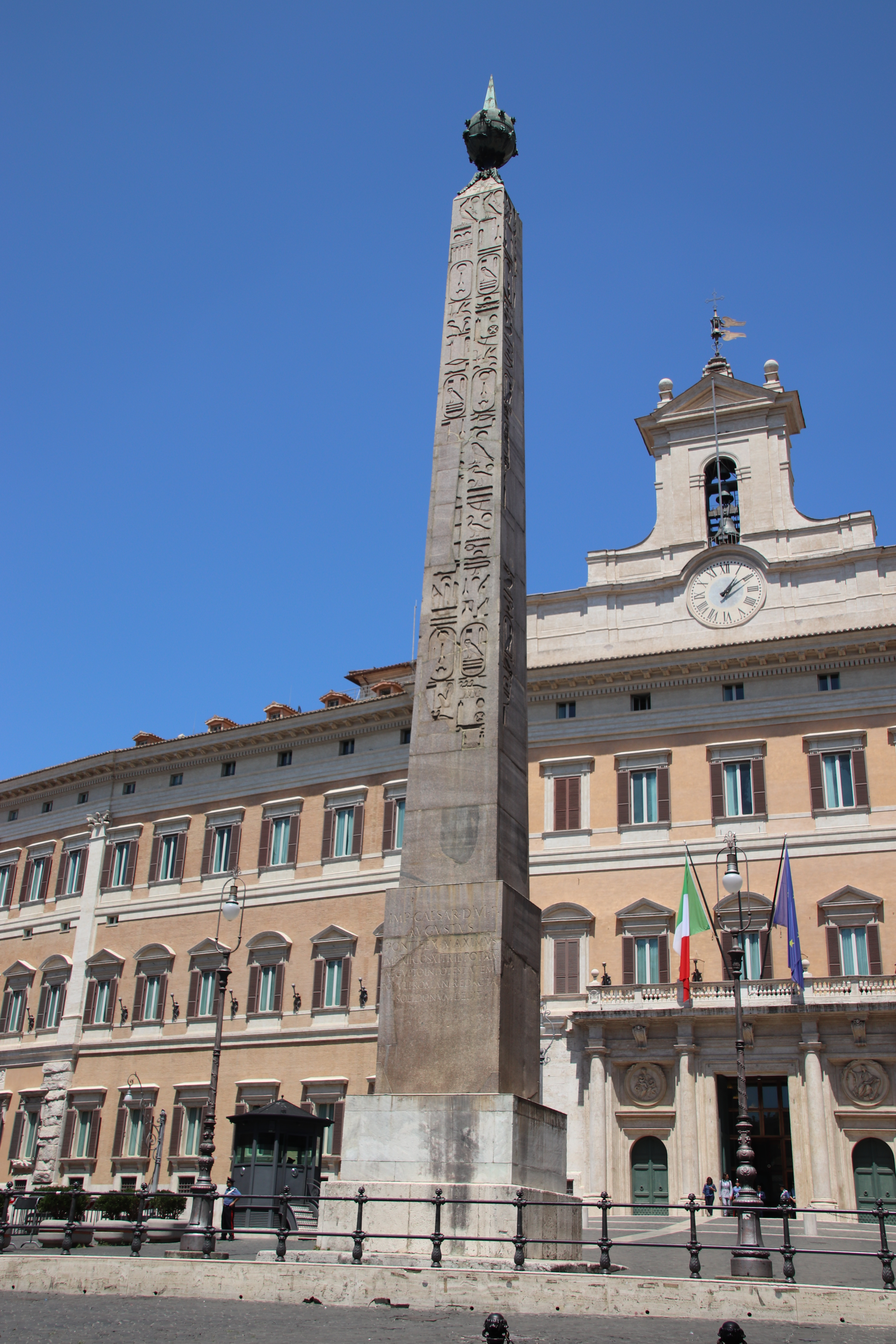
L'obelisco di Montecitorio

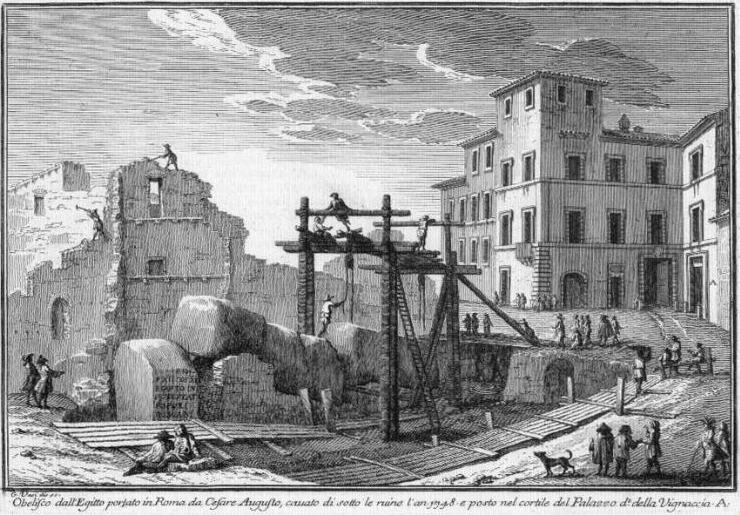
Obelisco di Montecitorio in una stampa di Giuseppe Vasi del 1738

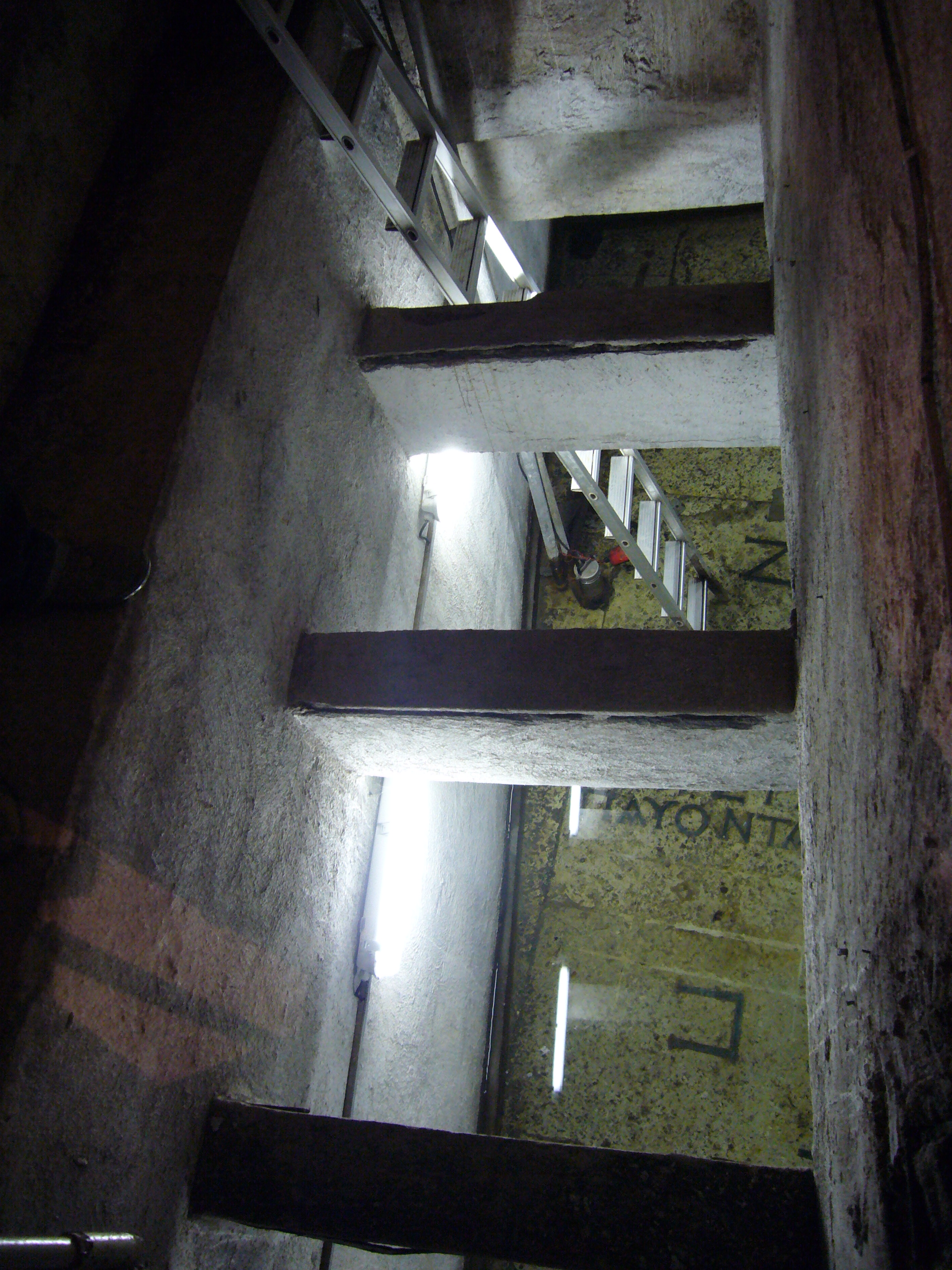
Via di Campo Marzio: tratto della Meridiana di Augusto sotto le cantine di uno stabile al n. 48

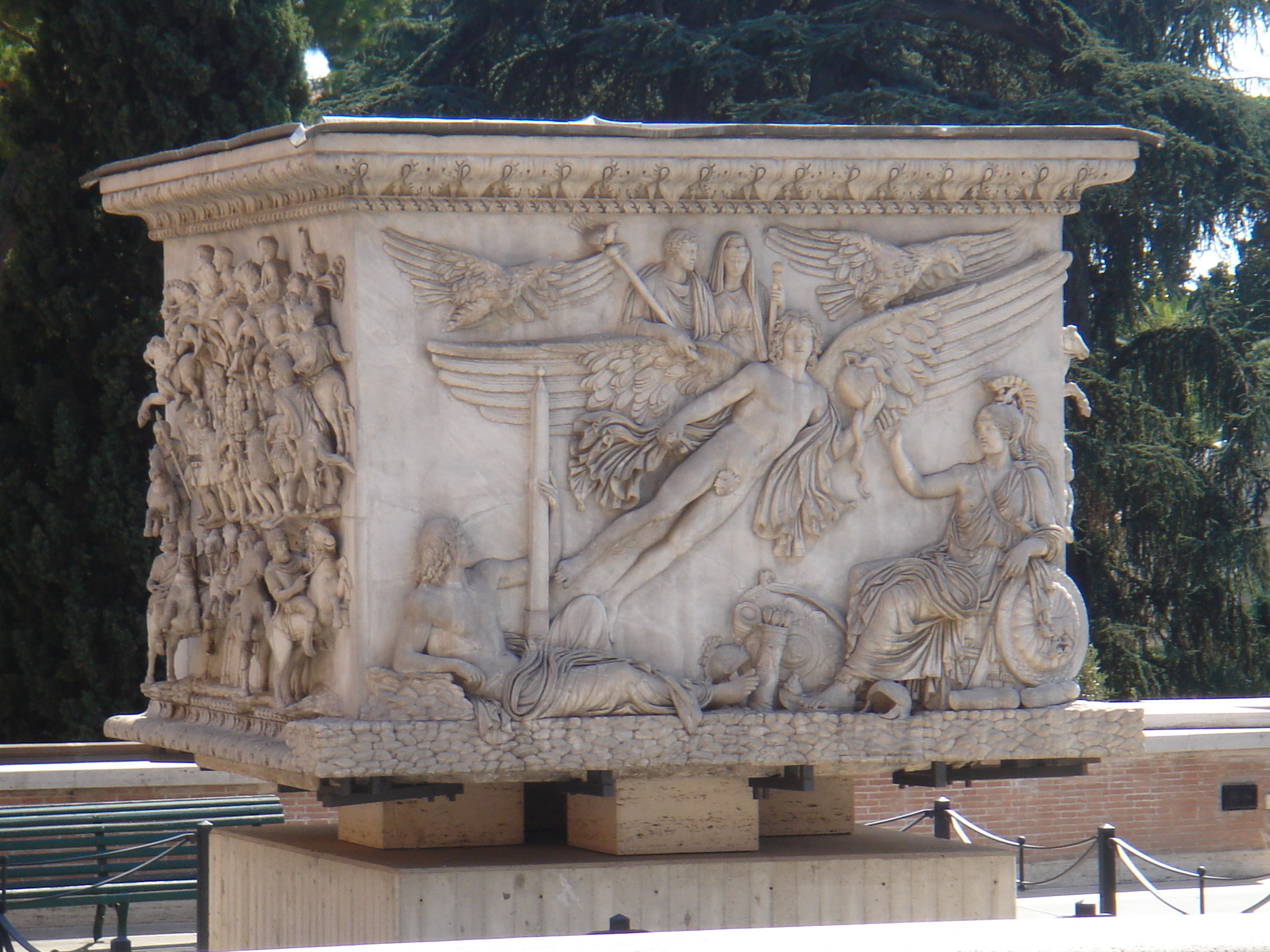
La base della colonna di Antonino Pio

L'obelisco di Montecitorio, attualmente collocato nell'omonima piazza della Capitale, è uno dei tredici antichi obelischi di Roma. Ha un'altezza di 30 metri ed è stato portato a Roma da Augusto nel 10 a.C..

## Storia

### Epoca romana
L'obelisco di Monte Citorio era già presente all'epoca del faraone Psammetico II (595-589 a.C.), ed era originariamente collocato nella città di Eliopoli in Egitto.
Fu portato a Roma nel 10 a.C. da Augusto, insieme con l'obelisco Flaminio, e collocato come gnomone della meridiana di Augusto (solarium Augusti) in Campo Marzio, consacrato nel medesimo anno. La grande Linea meridiana, frutto dell'ingegno del matematico Facondio Novo, era costituita da lastre di travertino, sulla quale era disegnata con lettere bronzee, l'indicazione dei giorni e dei segni zodiacali. La Linea meridiana venne costruita allo scopo di verificare la validità della riforma calendariale di Giulio Cesare (calendario giuliano) dato che dal 46 a.C. fino, appunto, al 9 a.C. essa era stata applicata malamente (l'anno intercalare ogni 3 anni anziché ogni 4).
Oltre a esplicare la sua funzione di Linea meridiana l'obelisco era orientato in modo tale da incrociare il disco del sole sulla punta dell'obelisco stesso da una posizione sulla Via Flaminia di fronte all'Ara Pacis, secondo una teoria recentemente proposta dall'archeologo virtuale Bernie Frischer, che è ricorso per l'occasione all'ausilio del NASA Horizons System (che fornisce la posizione degli oggetti del sistema solare nel cielo in qualunque punto della storia). Fino a tempi recenti si era pensato che lo gnomone fosse orientato in modo tale da proiettare la sua ombra sulla non lontana Ara Pacis il 23 settembre, giorno del dies natalis dell'imperatore e coincidente con l'equinozio autunnale. Ma la presenza sulla base dell'obelisco della dedica al sole (soli donum dedit), quindi al dio Apollo, si è sempre mal conciliata con quest'ultima ipotesi. Augusto inoltre aveva annesso alla propria residenza sul Palatino il tempio di Apollo Palatino, trasferendovi all'interno i Libri Sibillini. Apollo era insomma dio sacro ad Augusto, poiché al pitone Apollo si collegava la fecondazione di Azia, madre del Principe (che si credeva essere stato concepito nel tempio di Apollo in Circo), come magnificamente rappresentato nel Vaso Portland. L'allineamento del sole al di sopra dell'obelisco avveniva precisamente il 9 ottobre, proprio il giorno della festa annuale di Apollo Palatino.
L'iscrizione posta su due lati della base dell'obelisco recita:
(CIL VI, 702)
Una dettagliata descrizione, che permette di conoscere la tipologia, l'aspetto e le modalità di funzionamento dell'imponente meridiana solare, è fornita da Plinio il vecchio.

### Epoca medievale e moderna
Tra il IX e l'XI secolo, probabilmente a causa di un incendio o di un terremoto (forse per il sisma dell'849) o durante il sacco di Roma del 1084 da parte di Roberto il Guiscardo, l'obelisco crollò e poi, progressivamente, si interrò.
Papa Sisto V (1520–1590) fece intraprendere dei tentativi di rimontare e rialzare l'obelisco assemblandone alcuni pezzi che erano stati già ritrovati nel 1502 in una cantina del "Largo dell'Impresa", l'attuale piazza del Parlamento.

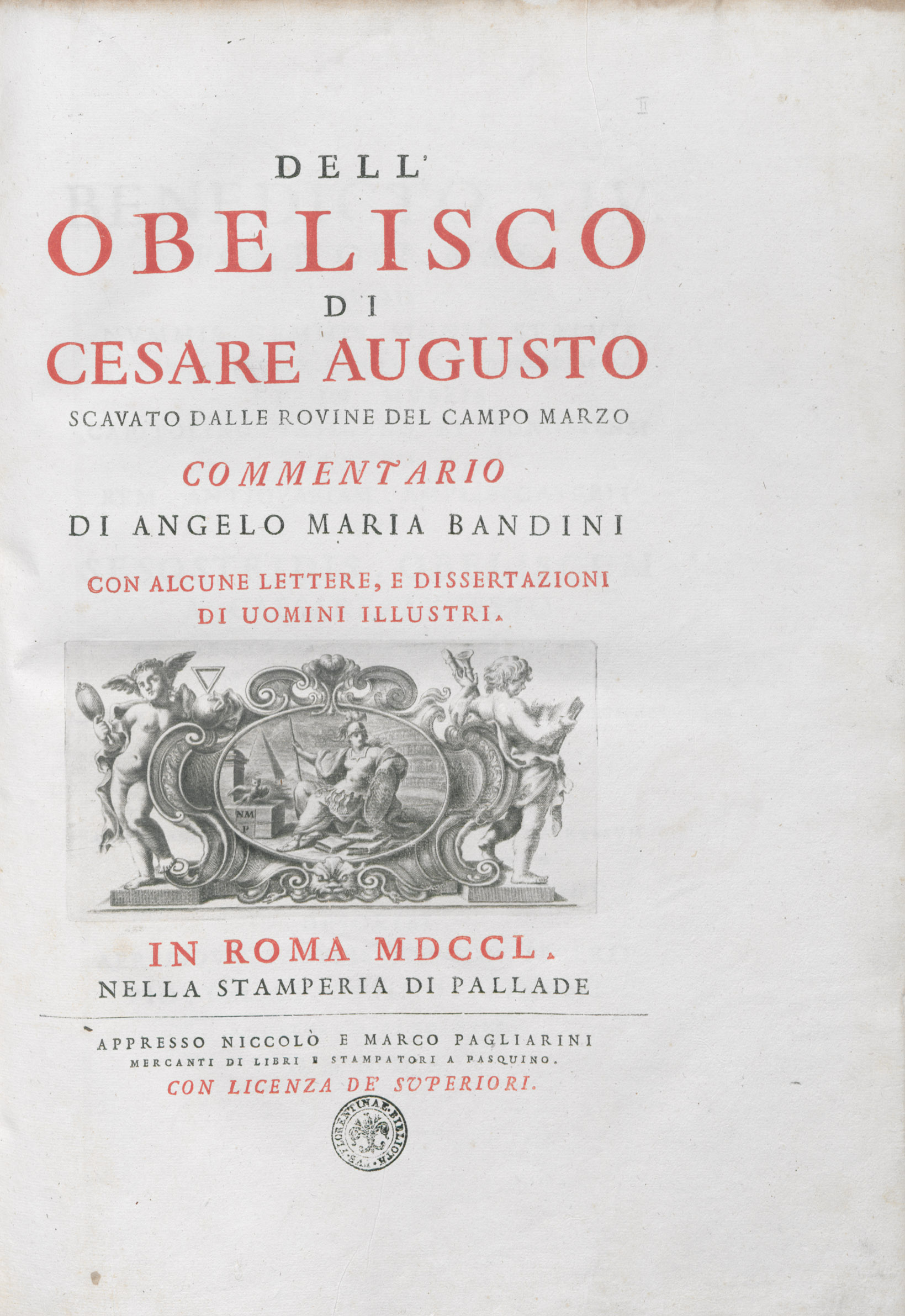
Angelo Maria Bandini, Dell'obelisco di Cesare Augusto, 1750

Dopo questo infruttuoso tentativo, tracce della meridiana furono rinvenute durante il pontificato di papa Benedetto XIV nel 1748, come testimonia la lapide affissa sul portone di piazza del Parlamento 3, che cita appunto la descrizione di Plinio.
L'obelisco e la meridiana non erano infatti, in origine, collocati nella posizione in cui esso fu rialzato successivamente, ma si ergevano nello spazio retrostante alla Curia innocenziana (l'odierno palazzo di Montecitorio). Sotto la cantina di uno stabile di via di Campo Marzio, infatti, è stato scavato un tratto della meridiana con l'indicazione di alcuni mesi, in lettere greche incastonate nelle lastre di travertino.
Le ricerche nelle fondamenta della chiesa di San Lorenzo in Lucina sono state infruttuose e l'ipotesi dell'Horologium per tutte le ore non è più sostenuta ormai da nessuno.
Dal 1789 al 1792, papa Pio VI avviò i lavori di riparazione dell'obelisco, che venne in seguito eretto e ripristinato come orologio solare. La direzione dei lavori venne affidata all'architetto Giovanni Antinori che restaurò il grande monolite di granito rosso, (altezza 21,79 m con il basamento e il globo 33,97 m), utilizzando tra l'altro anche il granito della grande colonna di Antonino Pio (la cui base con rilievi è tuttora conservata nei Musei Vaticani). È interessante notare, nel bell'altorilievo, la rappresentazione del genio del Campo Marzio che imbraccia l'obelisco di Augusto, come emblema della regio del Campo Marzio.
Con la nuova sistemazione di piazza Montecitorio, inaugurata il 7 giugno 1998, è stata tracciata sull'acciottolato della piazza una nuova meridiana, in memoria di quella di Augusto, che punta verso il portone d'ingresso del palazzo. L'ombra dell'obelisco non punta, però, esattamente in quella direzione, e la sua funzione gnomonica è definitivamente perduta. Del resto, a leggere Plinio, anche lo strumento originale aveva smesso di funzionare già dopo una trentina d'anni dalla sua installazione, cioè verso il 47.